# San Miguel (Surigao del Sur)
San Miguel es un municipio filipino de primera categoría, situado en la parte nordeste de la isla de Mindanao. Forma parte de la provincia de Surigao del Sur situada en la Región Administrativa de Caraga, también denominada Región XIII. Para las elecciones está encuadrado en el Primer Distrito Electoral.

## Descubrimientos de oro antiguo
En 1981, Edilberto "Berto" Morales, un agricultor empleado como operario de una excavadora en un proyecto de irrigación, desenterró accidentalmente en Barangay Magroyong un tesoro de auténticos artefactos y joyas de oro de hasta 30 kg de peso, entre los que se encontraban máscaras, estatuillas, cuencos, dagas, baratijas, cinturones y todo tipo de adornos corporales. Gracias al apoyo de varios relatos históricos, los arqueólogos e historiadores creen que los objetos de oro se asociaron entre los siglos X y XIII, utilizados por los filipinos precoloniales, años antes de la llegada de los españoles al país. Algunos de los artefactos, joyas y ornamentos de oro, apodados "Tesoros de Surigao", se vendieron y se exponen actualmente en el Museo Ayala de la ciudad de Makati (Filipinas) y algunas piezas en el Banco Central de Filipinas. Los descubrimientos de Morales se consideraron entonces una de las primeras pruebas de que el oro era un vínculo importante entre los primeros pueblos de la Filipinas precolonial y los países vecinos del sudeste asiático.

## Geografía
Situado en el centro-oeste  de la provincia, 30 km al suroeste  de la ciudad de Tandag,  capital de la provincia.
Junto con Tagbina son los únicos municipio de la provincia que no se asoma al mar de Filipinas. Su término linda al norte con el municipio de Tandag; al sur con el de Marihatag; al este con el de Tago; y al oeste con la provincia de Agusán del Sur, municipios de Bayugán y de Prosperidad.

### Barrios
El municipio  de San Miguel se divide, a los efectos administrativos, en 18 barangayes o barrios, conforme a la siguiente relación:
| - Bagyang - Baras - Bitaugán - Bolhoón | - Calatngán - Carromata - Castillo - Libas de Abajo | - Libas de Arriba - Magroyong - Mahayag (Maitum) - Patong - Población | - Sagbayán - San Roque - Siagao - Tina - Umalag |

### Comunicaciones
Su Población se encuentra en Carretera S01347  del Cruce (Jct) de Gamut, en la  Carretera de Surigao a Dávao por la costa (Surigao-Davao Coastal Rd) S00300,  a San Miguel y Bayugán.

## Historia

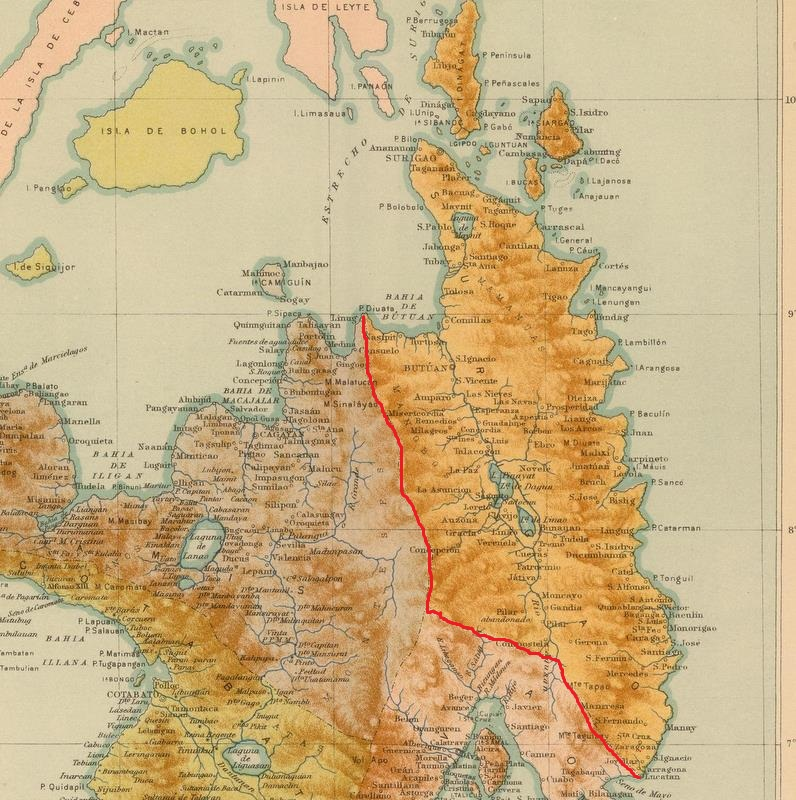
Provincia de Surigao en 1899.

El actual territorio de la provincia de Surigao del Sur  fue parte de la provincia de Caraga durante la mayor parte de la Capitanía General de Filipinas (1520-1898).
Así, a principios del siglo XX la isla de Mindanao se hallaba dividida en siete distritos o provincias.
El Distrito 3º de Surigao, llamado hasta 1858  provincia de Caraga, tenía por capital el pueblo de Surigao e incluía la  Comandancia de Butuan.
Uno de sus pueblos era Tándag que entonces contaba con  8.345, con las visitas de Tago, Tigao, Cortés, Caguáit, Alba, Colón y San Miguel;
Durante la ocupación estadounidense de Filipinas  fue creada la provincia de Surigao que contaba con  14  municipios.
El 18 de septiembre de 1960 la provincia de Surigao fue dividida en dos: Surigao del Norte y Surigao del Sur.